# 西鉄500形電車 (軌道)
西鉄500形電車（にしてつ500がたでんしゃ）は、かつて西日本鉄道（西鉄）が運営していた路面電車路線で使用されていた電車の形式名。福岡市内線と北九州線それぞれに向けて製造された、車体構造が全く異なる同一番号の形式・車両が存在しており、双方とも形式名を501形とする資料も存在する。この項目では両形式に加え、福岡市内線向け車両の同型車・増備車である551形・561形についても解説する他、飯島巌, 谷口良忠 & 荒川好夫 (1985)や奈良崎博保 (2002)の記載に基づき、福岡市内線向け車両については区別のため「501形」として取り上げる。

## 西鉄501形・551形・561形電車（福岡市内線）

### 導入までの経緯
1942年7月に福岡市内線の前身である福博電車を始めとする企業が合併し西日本鉄道が発足した際、福岡市内線で運用されていた車両は全て小型の2軸車であったため急増する輸送需要に応じきれず、早急な対策として電車の体質改善が急がれた。ただ、当時は戦時体制という状況下であり、新型電車の大量導入は困難であった事から、これらの車両の機器を流用し、改造名目で大型のボギー車が作られる事となった。だが、車体こそ戦時中の1944年に完成したが台車や直通空気ブレーキなどの部品の製造が終戦までに間に合わず、最初の車両が営業運転を開始したのは戦後の1946年からとなった。

### 構造
501形・551形・561形の車体は全て半鋼製の同一デザインで、車体前後に設置されている運転台付近の側面2箇所に引き戸式の乗降扉が設置され、窓は二段上昇式構造のものが9枚並んでいた。一方、車体の製造企業や機器の由来など、各形式には以下のような違いがあった。
- 501形 - 日本車輌製造製の車体を用い20両が製造された機器流用車。501 - 505は1944年、506 - 520は1949年 - 1950年にかけて車体が作られた。そのうち501 - 505の主電動機は2軸車から捻出され、出力が弱いもの（14.9 kw）は各台車に2基、大きいもの（22.4 kw）は1基搭載されていた。一方で506 - 520の主電動機は新造品で、出力も37.3 kwと向上しており、501 - 505についても後年に新造品へと交換された。ただし双方とも床面高さが高い高床車であり、乗降扉のステップから台車中央部まで床に傾斜が存在した。台車は日本車輌製造製のC-10形を使用した[2][3][11]。
- 551形 - 汽車製造製の車体を用い10両が製造された機器流用車。551 - 558は1944年、559 - 560は1949年 - 1950年にかけて車体が製造されたが、そのうち551 - 558の主電動機は2軸車からの捻出品、559・560は新造品が用いられ、双方とも高床車だった。その後、501形と同様に551 - 558の主電動機も新造品に交換されている。台車は汽車製造製のLH形だった[2][3]。
- 561形 - 1948年から1951年にかけて48両（561 - 608）が製造された形式。全ての部品が新造品となり、台車も車輪径が小さいK-10形に変更され、車内に傾斜がない低床車となった。製造企業は日本鉄道自動車 、日立製作所、近畿車輌と多岐に渡る[1][3]。

### 運用
1946年の営業開始以降、1951年までに計78両が導入され福岡市内線最大の車両数となった501形・551形・561形は、北九州線から転属した木造ボギー車（100形）と共に2軸車を置き換え、輸送力の大幅な増強に貢献した。1960年からは全車を対象に窓枠の交換、車内照明（白熱灯）の蛍光灯化、内板の塩ビ鋼板化、乗降扉への鋼板ドアの導入など大規模な更新工事が実施され、更に1967年12月から1970年2月までの間には、前面中央窓のHゴム固定化や下部への通風孔、ワイパーの設置、側面右側の方向幕・スピーカーの設置、車内の放送装置、案内ベルの搭載、乗降扉の自動ドア化などワンマン運転への対応工事が行われた。
その後、利用客減少に伴い段階を追って進められた福岡市内線の廃止に伴い、561形のうち33両（561 - 593）は、ワンマン化促進と旧型車両置き換えのため、1976年7月に北九州線に転属した。残りの561形（594 - 608）や501形・551形の残存車は以降も福岡市内線で使用され、1979年2月10日の福岡市内線全線廃止をもって廃車となった。
一方、北九州線に転属した車両については、前面右側窓へのワイパー増設、車内の両替機、整理券発行機の搭載に加え、主電動機を廃車発生品の出力45 kwのものと交換し、他車と性能を合わせた上で1976年8月から1977年3月にかけて営業運転に導入された。1981年には再度車体更新が行われ、外板の張り替えや側窓のバス窓化、内装の更新による色調の変更などの改造が実施された他、多くの車両は前照灯・尾灯の位置が変わり、窓下左右2箇所となった。
これらの北九州線転属車両についても、1982年5月にダンプカーとの衝突事故で破損した588が廃車となったのを皮切りに、1985年3月には輸送力の調整のため3両が、同年10月20日に実施された第1次廃止には24両が廃車された。更に1992年にも9月に4両が廃車され、最後に残った574が1993年9月に廃車されたことで、561形を含む501系列は形式消滅した。
廃車後は多くの車両が各地で保存されたが、2019年現在残存しているのは、北九州線車両保存会が筑紫野市の筑前山家駅構内で修復工事（レストア）を進めている501形506と、長崎県壱岐市にある松永安左エ門記念館で静態保存されている501形516の2両である。

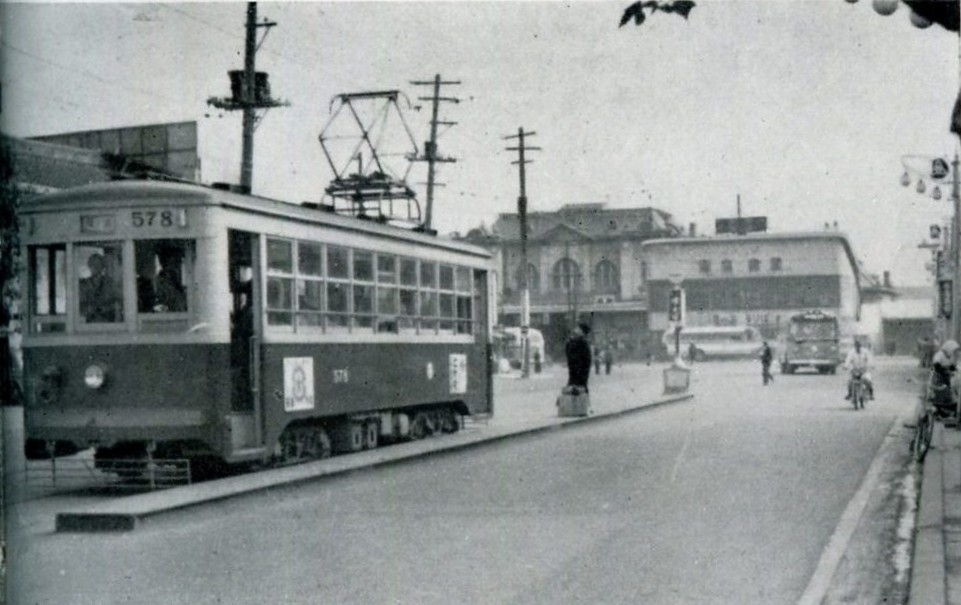
製造当初の姿の578（1958年頃撮影）
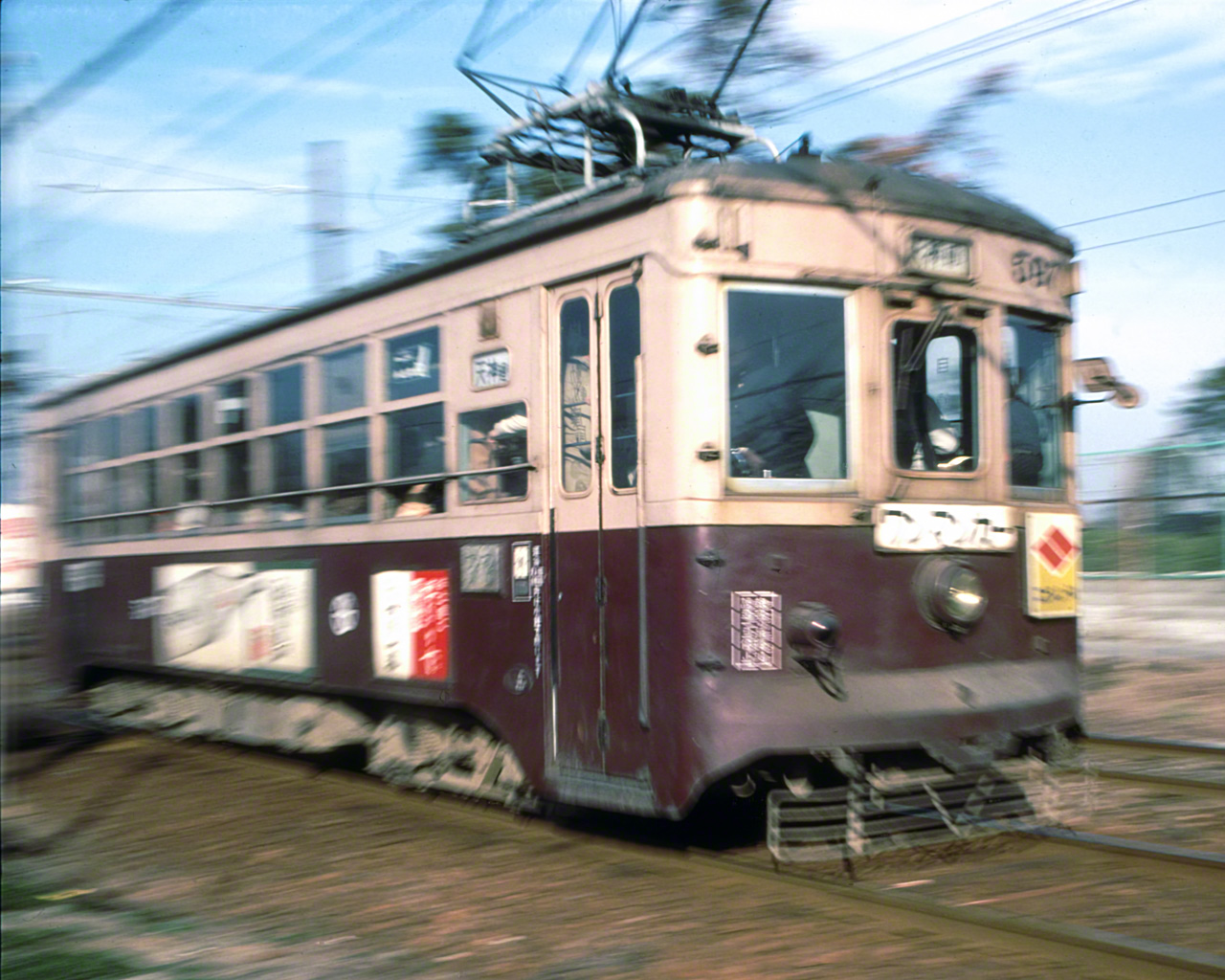
ワンマン化改造後の597（福岡市内線）
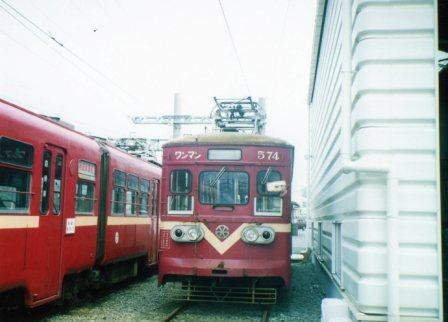
前照灯・尾灯の位置が変更された574（北九州線）

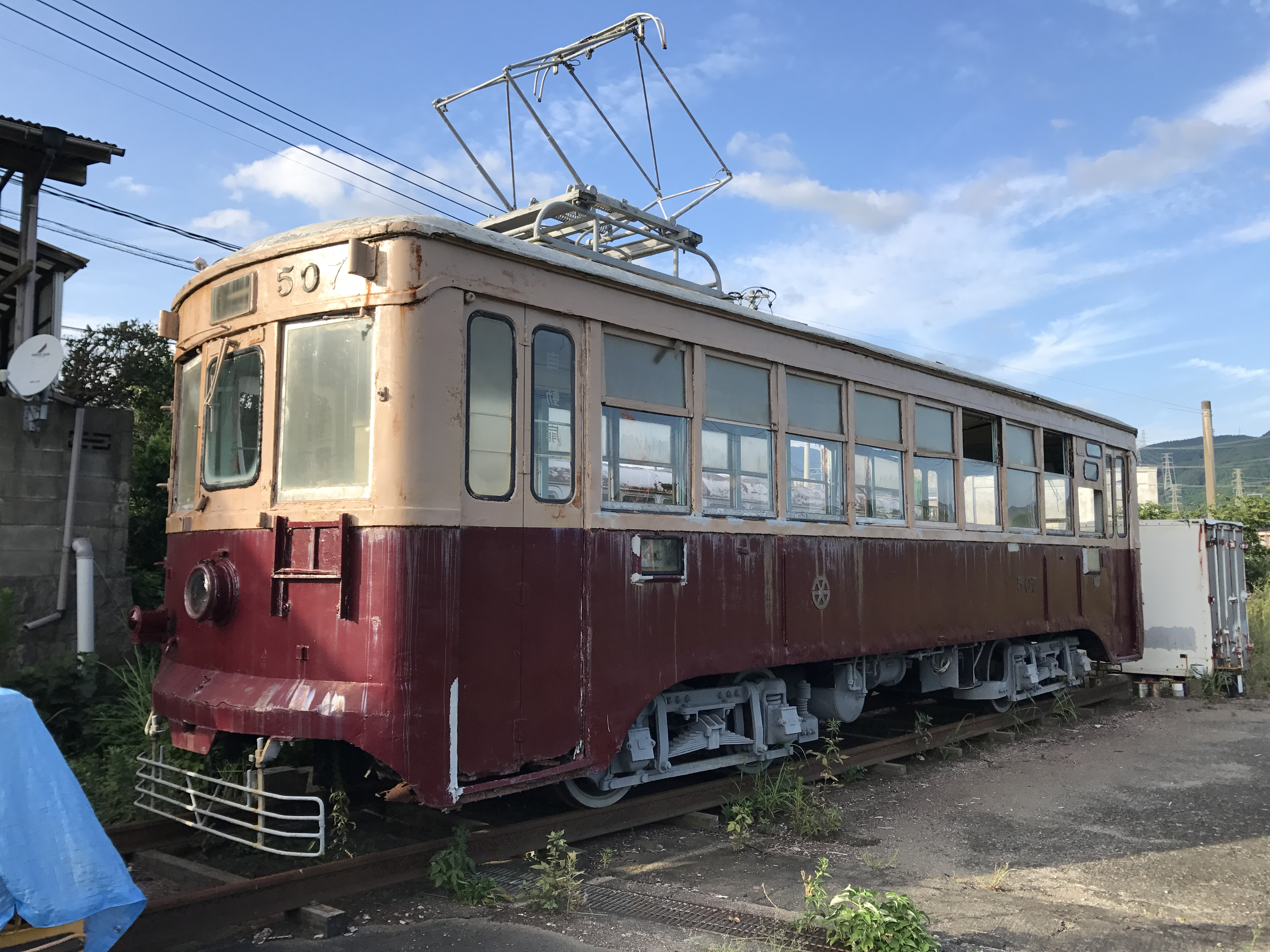
筑前山家駅で静態保存されている501形507（2017年撮影）
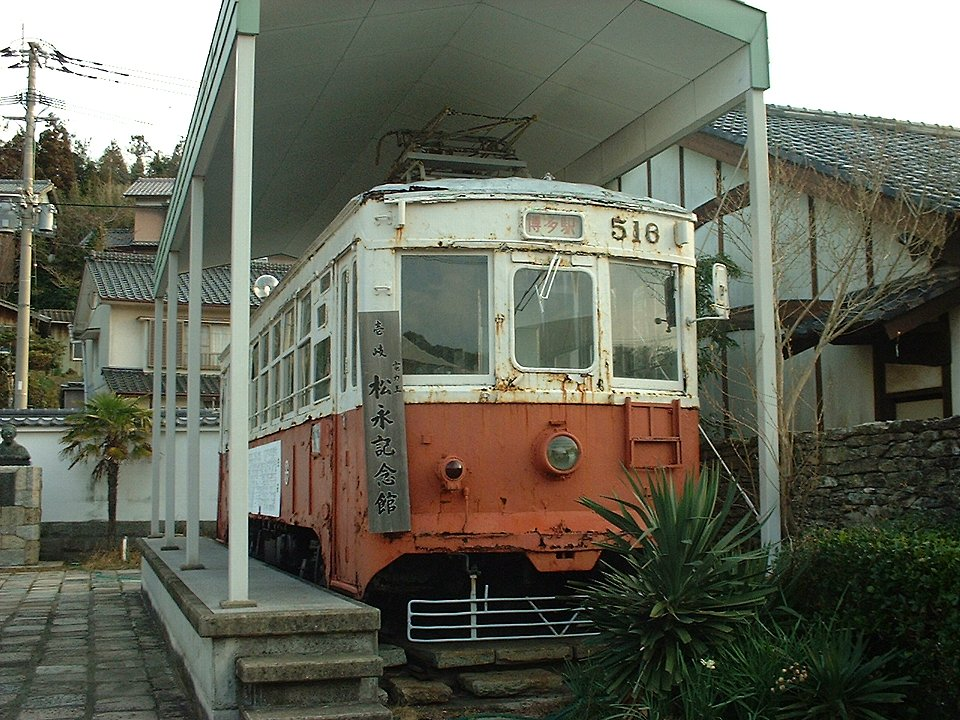
松永安左エ門記念館で保存されている501形516 （2004年撮影）

### 関連形式
- 長崎電気軌道200・300形 - 福岡市内線500形をモデルに設計された電車。

## 西鉄500形電車（北九州線）

### 概要
第二次世界大戦終戦後の混乱期、資材が不足する中でも需要が急増する日本各地の路面電車路線へ向けて新型車両を導入するため、統一規格が定められそれに基づき設計された車両の配給が実施された。北九州線でも戦後の異常な混雑を緩和するべく、1949年に規格型車両12両分の配給を受ける事となった。これが、北九州線における500形である。
全長13.6 mの大型車で、扉も両側面に3箇所設置されていた。製造当初はガラス不足のため、3両について先頭部の左右窓が上下2枚窓となっていたが、後年に中央部の窓と同様の1枚窓へと改造された。また導入当初の主電動機の出力は37.3 kwであったが、北九州線においては出力不足だった事から1950年に45 kwへと増強された。車体は501 - 510は雨樋が側面上部に設置されていた一方、511・512は屋根に設置された張り上げ屋根構造を採用していた。

### 運行
定員80人の大型車両として登場した500形は大量輸送に貢献したが、従来の全長11 m級のボギー車と比べ2 mも車体が長い事から運用に支障をきたし、広石電停付近にあった急カーブで500形同士の接触事故が起きる事態となった。また中央部の乗降扉も短期間しか使用されず、閉め切った状態での運用が常態化していた。これを受け、1953年から1954年にかけて車体の改修工事が実施され、先頭部を絞り込んで急カーブ区間でも支障なく通行できるようにした他、中央扉が埋め込まれた事で扉配置が前後2扉に変更された。
1961年以降は内装の近代化工事が行われたが全車には波及せず、車体の長さが要因となりワンマン化工事も実施されなかった。その結果、前述の福岡市内線車両（ワンマン化工事済みの561形）の転属に伴い、1976年3月から1977年3月にかけて廃車された。そのうち3両（501・502・504）は広島電鉄へ譲渡され、2019年現在も旧502である「602」が在籍している。

### 関連形式
- 横浜市電3000型、大阪市電1711形 - 北九州線500形（製造時）と同型の規格型電車[5][18]。